# Öldruckwarnleuchte

Symbol der Öldruckwarnleuchte

Die Öldruckwarnleuchte oder Öldruckkontrollleuchte eines mit einem Viertaktmotor betriebenen Fahrzeugs oder Geräts soll den entsprechenden Führer oder den Bediener warnen, wenn im Schmierkreislauf des Motors ein zu geringer Öldruck herrscht.
Üblicherweise ist fast jedes Fahrzeug bzw. jede Maschine mit Viertaktmotor mit dieser Kontrollleuchte ausgestattet. Leuchtet die Anzeige dauerhaft auf, ist umgehend darauf zu reagieren, um Motorschäden zu verhindern.

## Darstellung und zusätzliche Funktionen
Statt den seit den 1960er Jahren üblichen Normpiktogramm kamen bei früheren Fahrzeug-/Maschinen verschiedenste Beschriftungen und Piktogramme zum Einsatz. Bis etwa Mitte der 1960er Jahre wurde für die Öldruckkontrollleuchte in der Regel ein grüner Leuchtmelder verwendet, um eine optische Unterscheidung von beispielsweise der Ladekontrollleuchte zu ermöglichen.
Der Leuchtmelder kann bei einigen Maschinen und Fahrzeugen aber auch fehlen, wenn diese mit einem Öldruckmanometer ausgestattet sind und/oder über eine alternative Warnmöglichkeit, z. B. akustisches Warnsignal verfügen. Bei kleineren Stationärmotoren mit Schleuderschmierung signalisiert ein Aufleuchten einen zu geringen Ölstand, da der Leuchtmelder hier über einen Schwimmerschalter im Ölsumpf angesteuert wird.
Bei einigen Maschinen und Fahrzeugen kann die Ölkontrollleuchte auch noch weitere Funktionen übernehmen, wie beispielsweise das Warnen bei zu geringem Ölstand durch gelbes Aufleuchten oder Warnung bei zu hoher Öltemperatur (über zusätzlichen Temperaturschalter). Entscheidend sind immer die jeweiligen Betriebsanleitungen und Beschreibungen der Hersteller.

## Anzeigeverhalten der Öldruckwarnleuchte und mögliche Ursachen
- leuchtet dauerhaft
  - Ölstand viel zu niedrig
  - Ölpumpe bzw. deren Abtrieb defekt
  - Öldruckschalter defekt
  - Leitung vom Öldruckschalter hat Masseschluss
  - Ölsieb/Ansaugleitung durch Fremdkörper oder Rückstände verstopft

- flackert oder leuchtet bei Kurvenfahrt, Bremsen oder Beschleunigen
  - Ölstand niedrig

- flackert oder leuchtet bei niedriger Drehzahl
  - Motor sehr warm (überhitzt)
  - falsche Ölviskosität (zu dünn)
  - bei neuem Öldruckschalter: falsche Ausführung mit anderer Schaltdruckschwelle
  - Lagerverschleiß oder -defekt (zumeist auch schon akustisch wahrnehmbar)
  - klemmender/defekter Öldruckbegrenzer (zu geringer Öldruck im warmen Zustand)

- leuchtet nicht oder blinkt bei eingeschalteter Zündung und stehendem Motor (sofern vorgesehen)
  - Öldruckwarnleuchte defekt
  - Öldruckschalter defekt
  - Niedriger Ölstand (Vorwarnung bei Automobilen)